# Was geht euch mein Leben an – Elke, Kind von Golzow
Was geht Euch mein Leben an – Elke, Kind von Golzow ist ein Dokumentarfilm des Regisseurs Winfried Junge und seiner Frau Barbara Junge aus dem Jahr 1996 und ein Teil der 1961 begonnenen Langzeitdokumentation Die Kinder von Golzow.

## Handlung
Ihre Kindheit verbringt die 1955 in Golzow geborene Elke mit ihren Eltern in ihrem Geburtsort. Bis zur Einschulung am 1. September 1961 entstehen von ihr nur wenige Fotografien, von denen einige zu Beginn des Films gezeigt werden. Die darauf folgende Schullaufbahn verläuft für Elke erfolgreich, sie ist sehr ehrgeizig, schreibt gute Noten, aber an den  Unterrichtstagen in der sozialistischen Produktion stellt sie auch fest, dass ein Beruf in der Landwirtschaft für sie nicht in Frage kommt. Die Jugendweihe erhalten sie und ihre beste Freundin Marieluise auf eigenen Wunsch nicht, da Elke katholisch und Marieluise evangelisch ist. Mit der 10. Klasse erreicht sie ihren Schulabschluss und beginnt 1971 in Frankfurt (Oder) eine Ausbildung zur technischen Zeichnerin, die sie 1973 erfolgreich abschließt.
Im Januar 1974 wird Elke, auch auf Druck des Elternhauses, staatlich getraut, da sie ein Kind erwartet. Deshalb wird die große kirchliche Hochzeit mit Dietmar Glante, dem Schriftsetzer, den sie bereits während ihrer Lehre in Frankfurt (Oder) kennenlernte, auf den Juni 1974 verschoben. Die findet auch statt, doch der Pastor will sich nicht dabei filmen lassen, damit er nicht als Alibi für einen nicht gerade als kirchenfreundlichen bekannten Staat herhalten muss. Zu diesem Zeitpunkt hat sie bereits ihre Tochter Doreen bekommen, die bis zur Zuweisung eines Krippenplatzes in Frankfurt (Oder), bei ihrer Oma in Golzow aufwächst. Zum Klassentreffen 1975 in der alten Schule, kommt die jetzt Zwanzigjährige bereits schon wieder ohne Mann. Die Ehe hält nicht lange, wenn man nicht zusammen wohnen kann, das Kind auch noch woanders ist und weil sowieso alles viel zu schnell ging.
Als Elke 23 Jahre alt ist, die Aufnahmen werden ab jetzt in Farbe gedreht, begleitet die Kamera sie und einen Kollegen, wie sie eine Baustelle in einer Kaserne der Gruppe der Sowjetischen Streitkräfte in Deutschland aufsuchen. Ihr Spezialgebiet ist jetzt mehr das eines Bauzeichners im VEB Spezialbau Potsdam, Betriebsteil Frankfurt (Oder), doch erzählen darf sie darüber nicht viel, da fast alles einen vertraulichen Charakter hat. Während eines Interviews am Zeichentisch im Betrieb, steht hinter ihr der Mann, den die Kamera bereits in der Kaserne gefilmt hat. Es ist Wolfgang, mit dem sie jetzt als Familie zusammen in einer Wohnung lebt und mit dem sie glücklich ist, doch eine erneute Heirat kommt für sie nicht in Frage, da das nur eine Formsache wäre. Über die Liebe denkt sie heute ganz anders, als vor mehreren Jahren, denn da war man schnell mal verliebt. Heute denkt man über alles gründlicher nach und prüft jeden Schritt. Zu Dietmar hat sie überhaupt keinen Kontakt mehr und der sucht den auch nicht zu seiner Tochter, dafür akzeptiert Doreen aber Wolfgang als ihren Vater.  Am Abend des 7. Oktober 1978 können die Golzower beim Tanz im Kulturhaus sehen, dass an Elkes Seite ein neuer Mann ist. Im März 1983 wird sie wieder gefilmt, als sie ein Kind von Wolfgang erwartet. Ihr Problem ist jetzt, dass sie eine größere Wohnung benötigen, doch dazu müssen sie verheiratet sein. Also wird ein Termin auf dem Standesamt beantragt, der aber nicht wahrgenommen wird, da mit der Anmeldung der Wohnungsantrag bewilligt und die neue Wohnung bezogen wird. Wirklich heiraten will Elke aber immer noch nicht, obwohl die Eheringe schon gekauft wurden. Das Kind wird nicht, wie geplant, ein Sonntagskind, sondern kommt zwei Tage zu früh und ist wieder ein Mädchen, das den Namen Ulrike bekommt. Inzwischen hat sich Wolfgang mit Elkes Mutter so zerstritten, dass er nicht mehr nach Golzow mitfährt, was auch ein Grund dafür ist, weshalb Elke die Fahrerlaubnis macht. Im Jahr 1986 bekommt der Regisseur Winfried Junge von Elke eine Karte, auf der stehen nur noch Grüße von ihr und den Mädels. Unter P.S. steht der Hinweis, dass Wolfgang jetzt in Meißen wohnt und arbeitet.
Die nächste Karte kommt aus Bad Gottleuba und grüßt von Klaus, Elke und den Mädels. Klaus wurde mit Elke verkuppelt und nach gründlichen Überlegungen lassen sich beide auf eine feste Verbindung ein. Auch für die beiden Kinder ist er bereits der Papa. 1988 hat Doreen Jugendweihe und anders als bei ihrer Mutter, besteht sie darauf teilzunehmen. Sogar die Oma ist dabei und findet an dem gottlosen Geschehen Gefallen. Zum Erntefest in Golzow besucht das Filmteam Elkes Eltern, die sich nur positiv über den neuen Mann an Elkes Seite äußern können. Auch, dass der als Hauptmann Offizier bei der Nationalen Volksarmee (NVA) ist, stört sie nicht, ist doch auch einer ihrer Söhne Berufssoldat. Nach drei gemeinsamen Jahren meint Klaus, dass er Elke immer noch nicht richtig kennt. Sie wiederum hat die Meinung, ihn schon ganz gut zu kennen und freut sich, dass es mit ihm so gut geklappt hat. Die Absicht zu Heiraten hat sie aber immer noch nicht, obwohl er schon lange will. Ende Juli 1989 arbeitet Elke immer noch in den Kasernen der Sowjetarmee, kann aber zu diesem Zeitpunkt noch nicht wissen, dass diese Aufgabe sich dem Ende nähert. Doch dann kommt die Wende und Elke beschließt, aus dem Filmprojekt auszusteigen Im Februar 1991, als es doch wieder weitergeht, kann sie sich für das Bündnis 90 begeistern. Die Macht, die vorher das Sagen hatte, wurde von ihr nicht direkt abgelehnt, jedoch hat ihr die neue Macht aber auch nicht viel Positives gebracht. Ihr Betrieb wird durch die Treuhandanstalt abgewickelt und besonders die Frauen werden jetzt mehr benachteiligt. Klaus arbeitet jetzt beim Bundesgrenzschutz, Abschnitt Frankfurt (Oder) und hat den Dienstgrad eines Kommissars. Für Elke spielt das keine Rolle mehr, denn sie leben nicht mehr zusammen, obwohl das Tuch noch nicht völlig zerschnitten ist.
Es ist der Juni 1992 und Elke hat ihre Arbeit im VEB Spezialbau verloren, dafür besucht sie ein Umschulungsprogramm, in dem sie lernt, den Computer für sich zeichnen zu lassen. Wie es mit ihr weitergeht, kann sie allerdings nicht sagen. Zur Weihnachtszeit 1994 erhält Winfried Junge wieder eine Karte, diesmal unterschrieben mit Friedel, Elke und Ulrike. Friedel hat eine andere Lebensart, als die, die sie bisher kannte, er ist sehr spontan, sehr sprunghaft, die Flexibilität haut Elke manchmal vom Hocker, wie sie es ausdrückt. Mit seiner autoritären Art hatte sie zum Anfang auch gewaltige Probleme. Diese Worte fallen bei einem Besuch in Frankfurt am Main, also der Stadt, aus der Friedel kommt. 1993 kommt er mit seiner Baufirma nach Frankfurt (Oder), um dort an der wirtschaftlichen Wende mitzuarbeiten und wird Elkes Chef. Im Jahr 1995 erfolgt der gemeinsame Einzug in ein neu gebautes Eigenheim in Lebus.
Am 17. Mai 1996 kommt nach 35 Jahren der letzte Drehtag mit Elke. Anlass des Besuchs in Lebus ist die Nachfeier ihres Geburtstages. Sie blickt noch einmal zurück auf ihr 41-jähriges Leben, inzwischen auch schon Oma und ist jetzt rundherum zufrieden.

## Produktion
Was geht euch mein Leben an – Elke, Kind von Golzow dokumentiert Teile des Lebens der in Golzow aufgewachsenen Elke Buscher, geb. Hoppe, wurde durch die Produktionsfirma à jour Film- & Fernsehproduktion GmbH (Berlin) hergestellt und hatte seine Premiere am 22. Mai 1997. Die Erstausstrahlung im Fernsehen erfolgte am 27. Mai 1997 im Sender Südwest 3.